# Gmina Laekvere
Gmina Laekvere (est. Laekvere vald) – gmina wiejska w Estonii, w prowincji Virumaa Zachodnia.
W skład gminy wchodzą:
- Alevik: Laekvere.
- Wsie (w nawiasach liczba ludności - stan na 20.04.2006): Alekvere (26), Arukse (27), Ilistvere (5), Kaasiksaare (37), Kellavere (8), Luusika (0), Moora (141), Muuga (276), Paasvere (209), Padu (49), Rahkla (172), Rajaküla (78), Rohu (68), Salutaguse (29), Sirevere (22), Sootaguse (2), Vassivere (36), Venevere (169).